# Украинцы в Мексике
Украинцы в Мексике (укр. Українці у Мексиці) — одна из этнических общин на территории Мексики, численность которой по данным переписи составляет 1005 человек, однако эта цифра может значительно превышать официальные данные. Подавляющее большинство из них составляют потомки украинских политических эмигрантов из Австро-Венгрии и пребывающие в этой стране в связи с работой по контракту.
Крупнейшей общественной организацией является объединение украинцев Мексики «Славутич», которое возглавляет Хотяинцева Наталья Васильевна, действуют кафедры украинского языка в Национальном университетах Мехико и Монтерея, ансамбль украинского танца и одна газета.

## История и современность диаспоры
Первыми украинцами на территории Мексики были выходцы из Австро-Венгерской империи, которые обжились в городе Кампече. Большинство мигрантов в сельской местности заняты в сельском хозяйстве Центральной и Северной Мексики, а также на полуострове Юкатан. Украинцы также населяют города Мехико, Пуэбла, Куэрнавака, Толука, Монтеррей, Кампече, Веракрус и Акапулько.
Значительную часть украинских иммигрантов старой волны составляют ученые, преподаватели, музыканты, артисты цирка и художники. Они преимущественно работают в стране пребывания по контрактам.
В современное время из-за изменения эмиграционных тенденций большинство новоприбывших украинцев составляют специалисты по IT-технологиям. Также в Мексику переводят украинцев из других стран - работников крупных международных компаний. Много смешанных семей, в которых один из членов семьи - мексиканцы. Кроме сферы IT и инженерии, многие украинцы работают в сфере туризма и в ресторанном бизнесе.

## Украинские организации
Общественная жизнь украинцев Мексики не слишком активна, ввиду относительной немногочисленности диаспоры.
Крупнейшей общественной организацией является объединение украинцев Мексики «Славутич», которое возглавляет Хотяинцева Наталья Васильевна. Действуют кафедры украинского языка в Национальном университете Мехико и Монтерея, ансамбль украинского танца, украиноязычная газета и украинский ресторан в Мехико. В 2014 году во время аннексии Крыма Мексика призвала стороны к диалогу и мирному урегулированию. Мексиканское правительство поддерживает требования ООН и международного сообщества «уважать единство и территориальную целостность Украины».